# Liberia na Letnich Igrzyskach Olimpijskich 2020
Liberia na Letnich Igrzyskach Olimpijskich 2020 – występ kadry sportowców reprezentujących Liberię na igrzyskach olimpijskich, które odbyły się w Tokio w Japonii, w dniach 23 lipca - 8 sierpnia 2021 roku.
Reprezentacja Liberii liczyła trzech zawodników - kobietę i dwóch mężczyzn, którzy wystąpili w 1 dyscyplinie.
Był to trzynasty start Liberii na letnich igrzyskach olimpijskich.

## Reprezentanci

### Lekkoatletyka
| Zawodnik          | Konkurencja            | Runda 1  | Runda 1 | Półfinał | Półfinał | Finał    | Finał   | Pozycja |
| Zawodnik          | Konkurencja            | Rezultat | Pozycja | Rezultat | Pozycja  | Rezultat | Pozycja | Pozycja |
| ----------------- | ---------------------- | -------- | ------- | -------- | -------- | -------- | ------- | ------- |
| Joseph Fahnbulleh | Bieg na 200 m mężczyzn | 20.46    | 2 Q     | 19.99    | 2 Q      | 19.98    | 5       | 5       |
| Emmanuel Matadi   | Bieg na 200 m mężczyzn | DNS      | DNS     | NQ       | NQ       | NQ       | NQ      | -       |
| Emmanuel Matadi   | Bieg na 100 m mężczyzn | 10.25    | 5       | NQ       | NQ       | NQ       | NQ      | 35      |
| Ebony Morrison    | Bieg na 100 m kobiet   | 13.00 q  | 6       | 12.74    | 6        | NQ       | NQ      | 12      |